# Janusz Galiński
Janusz Galiński (ur. 15 marca 1934 w Zamościu, zm. 31 października 2024) – polski lekarz i mikrobiolog, dziekan Wydziału Lekarskiego Akademii Medycznej w Gdańsku (1986-1990, 1996-2002).

## Życiorys
W 1956 ukończył studia z zakresu mikrobiologii na Uniwersytecie Marii Curie-Skłodowskiej w Lublinie. Od 1958 pracował w Akademii Medycznej w Gdańsku, tam w 1963 ukończył studia medyczne, w 1966 obronił pracę doktorską Typy serologiczne gronkowców pochodzących z różnych materiałów klinicznych i od nosicieli napisaną pod kierunkiem Stefana Kryńskiego, w 1975 otrzymał stopień doktora habilitowanego na podstawie pracy Właściwości antygenowe, biochemiczne i biologiczne gronkowców z II grupy bakteriofagowej. W 1986 uzyskał tytuł profesora, w 1995 stanowisko profesora zwyczajnego. Od 1984 kierował Katedrą i Zakładem Mikrobiologii Lekarskiej. W latach 1981-1986 był prodziekanem, w latach 1986-1990 i 1996-2002 dziekanem Wydziału Lekarskiego AM. Odszedł z uczelni w 2005.
Był członkiem honorowym Polskiego Towarzystwa Mikrobiologów. W okresie PRL został odznaczony Złotym Krzyżem Zasługi. W 2003 został odznaczony Krzyżem Oficerskim Orderu Odrodzenia Polski. 
Został pochowany na Cmentarzu Łostowickim (kwatera 114, rząd 1, grób 3)

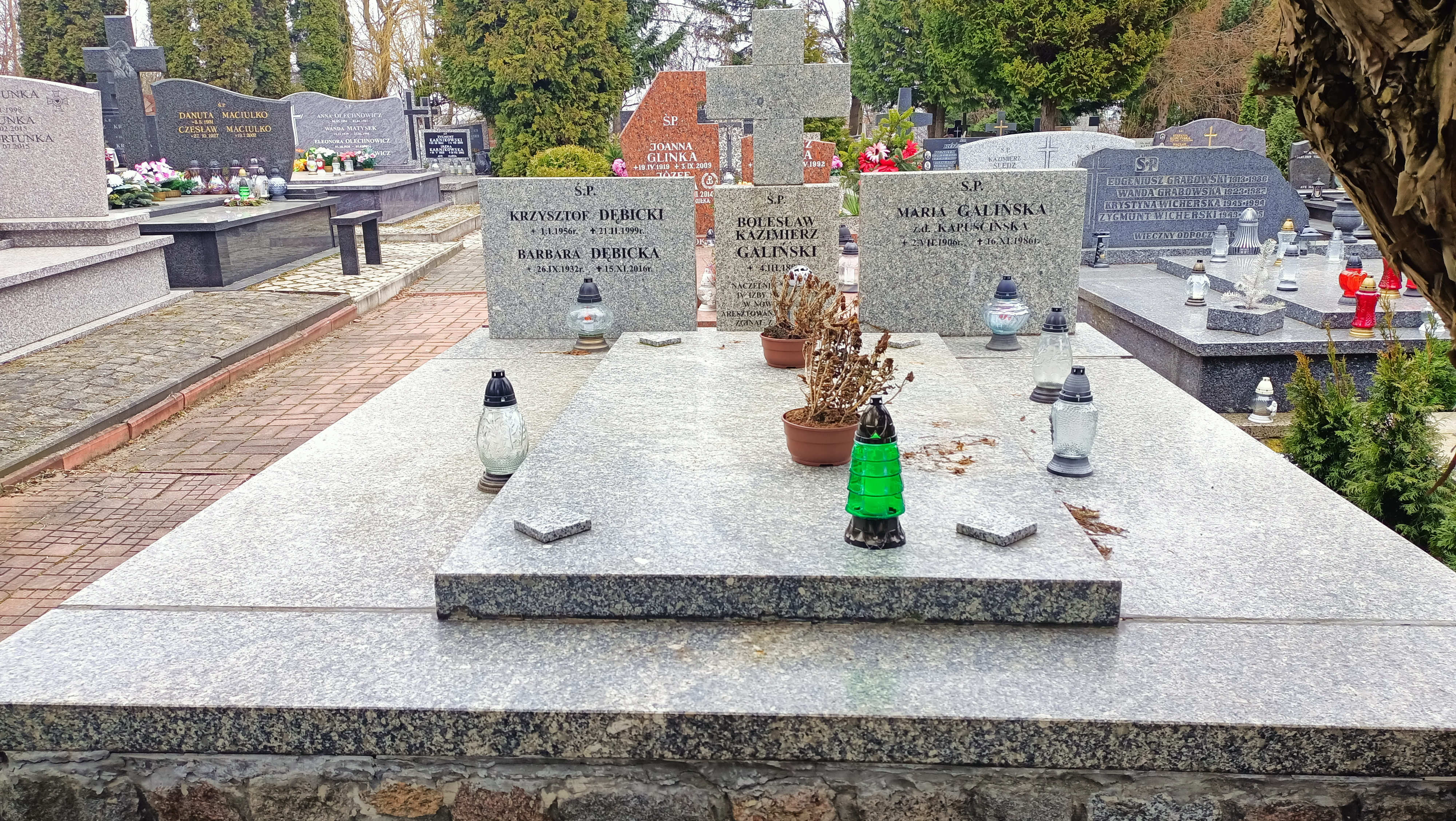
Grób Janusza Galińskiego na cmentarzu Łostowickim w Gdańsku